# Товкач Ігор Васильович
Ігор Васильович Товкач (нар. 2 серпня 1968) — радянський та український футболіст, захисник, по завершенні кар'єри — футбольний тренер.

## Кар'єра гравця
Народився у місті Вільногірськ Дніпропетровської області. Вихованець дніпропетровського «Дніпра-75», перший тренер — П. Купрієнко. Футбольну кар'єру розпочав 1985 року в дублі дніпропетровського «Дніпра», де грав рідко. У 1986 році виступав у друголіговому павлоградському «Шахтарі». Наступного року повернувся в дубль «Дніпра», але закріпитися в команді знову не вдалося. По ходу сезону 1988 року перебрався в нікопольський «Колос», у футболці якого провів 10 матчів у Першій лізі СРСР. У 1989 році опинився у друголіговому «Торпедо» та виграв першість УРСР. У складі запорізького клубу перебував у заявці на перший розіграш незалежного чемпіонату України, але в 1992 році зіграв лише 1 матч у кубку України.
У 1993 році повернувся до нікопольського клубу, який змінив назву на «Металурга». Влітку 1994 року грав у харківському «Металісті», а восени — у павлоградському «Шахтарі». Під час зимової перерви сезону 1994/95 років підсилив «Поділля». У футболці хмельницького клубу відзначився дебютним голом у професіональному футболі, 19 жовтня 1995 року на 75-й хвилині переможного (2:1) виїзного поєдинку 1/32 фіналу кубку України проти малинського «Папірника». Ігор вийшов на поле в стартовому складі та відіграв увесь матч. У серпні 1997 року підписав контракт з «Поліграфтехнікою». Дебютував у футболці олександрійського колективу 28 серпня того ж року в нічийному (0:0) домашньому поєдинку 8-о туру Першої ліги проти нікопольського «Металурга». Товкач вийшов на поле на 67-й хвилині, замінивши Олександра Авдєєва. У серпні — листопаді 1997 року зіграв у складі «Поліграфтехніки» 10 матчів у Першій лізі чемпіонату України.
Під час зимової перерви сезону 1997/98 років повернувся до «Поділля», в якому виступав до завершення сезону 1999/00 років. Першу частину сезону 1999/00 років провів в оренді в роменському «Електроні». У 2000 році виїхав до Казахстану, де грав у місцевому першоліговому клубі «Мангистау» (Актау). Наступного року повернувся до України, де приєднався до аматорського колективу СІЛКО (Верхньодніпровськ). Чемпіон СРСР 1987 г. серед дублерів у складі "Дніпра".

## Кар'єра тренера
З 2001 по 2010 рік — граючий головний тренер «Титану» (Вільногірськ). Також працював тренером у дитячих академіях «Інтера» (Дніпропетровськ), Вільногірська, а з 2011 року — дніпропетровського «Дніпра».

## Особисте життя
Син — Артем Товкач (30 грудня 2002)